# Petrovce (Prešov)
Petrovce (in ungherese Sártó) è un comune della Slovacchia facente parte del distretto di Vranov nad Topľou, nella regione di Prešov.